# Carl Siegmund Franz Credé
Carl Siegmund Franz Credé, född 23 december 1819 i Berlin, död 14 mars 1892 i Leipzig, var en tysk läkare.
Credé blev medicine doktor i födelsestaden 1842 och privatdocent i obstetrik 1850 samt föreståndare för barnmorskeanstalten och överläkare vid Charité-sjukhuset 1852. Han kallades 1856 till professor i obstetrik i Leipzig samt inrättade där en obstetrisk och gynekologisk poliklinik liksom en gynekologisk avdelning vid barnbördshuset.
I ett stort antal tidskriftsartiklar meddelade Credé resultaten av sina kliniska iakttagelser; dessutom utgav han Klinische Vorträge über Geburtshülfe (två band, 1853-1854) och den i Sachsen officiellt antagna Lehrbuch der Geburtshülfe (1875; femte upplagan 1892). Åren 1853-1869 redigerade han Monatsschrift für Geburtskunde och från 1870 Archiv für Gynäkologie.
Han gav namn åt Credé-profylax en av honom 1881 införd metod att genom behandling av ögonen med lapisdroppar (silvernitrat) förhindra blindhet hos barn som smittats med gonokocker vid födelsen (blennorrhæa neonatorum, ögonvarflytning hos nyfödda), samt åt Credés handgrepp, en metod att få ut moderkakan ur livmodern efter förlossningen genom ett tryck på nedre delen av buken mot livmodern.